# Russia (Ohio)
Russia – wieś w Stanach Zjednoczonych, w stanie Ohio, w hrabstwie Shelby.